# Porcellium kutaisium
Porcellium kutaisium – gatunek lądowego skorupiaka z rzędu równonogów i rodziny Trachelipodidae.
Równonóg o ciele długości do 4,7 mm i szerokości do 2,3 mm. Ubarwienie jasnobrązowe z żółtym nakrapianiem, ciemnymi oczami i bezbarwnymi epimerami. Głowa z dobrze zaznaczonymi guzkami, oczami złożonymi z 10 ommatidiów każde, a członem dosiebnym biczyka czułków około dwukrotnie dłuższym niż jego człon odsiebny. Tergity pereionu z silnie zaznaczonymi dwoma przyśrodkowymi listewkami. Na tergitach pleonu od trzeciego do piątego wyraźne środkowe guzy. Egzopodity odnóży odwłokowych o słabo rozwiniętych strukturach oddechowych.
Jedyny znany osobnik to samica odłowiona w 1987 roku wśród bukszpanów na wysokości 1050 m n.p.m., 30 km. na północny wschód od Kutaisi, w Gruzji.